# Ніколя Пеннето
Ніколя Пеннето (фр. Nicolas Penneteau, нар. 20 лютого 1981, Марсель, Франція) — французький футболіст, воротар клубу «Реймс».

## Ігрова кар'єра

### Клубна
Ніколя Пеннето народився у Марселі але згодом оселився на Корсиці, куди переїхала його родина невдовзі після народження Ніколя. Там молодого воротаря примітили скаути місцевого клубу «Бастія». До першої команди Пеннето приєднався у 1997 році. А починаючи  з сезону 2001/02 він стає основним воротарем команди. Після того, як у 2005 році «Бастія» вилетіла з Ліги 1, Пеннето ще один сезон відіграв за корсиканський клуб і тільки у 2006 році він переходить до складу «Валансьєна». Сума трансферу складала 1,2 млн євро.
Часті травми не дають Пеннето одразу закріпитися в основі. Але у 2011 році воротар продовжує дію свого контракту з клубом ще на 5 років. У складі «Валансьєна» Пеннето провів майже триста матчів.
Тим не менше влітку 2014 року Ніколя стає гравцем бельгійського клубу «Шарлеруа».

### Збірна
Ніколя Пеннето провів близько двох десятків матчів у складі юнацьких збірних Франції. У 2009 році він разом з ще одним воротарем «Валансьєна» Жаном - Луї Лека дав згоду виступати за неофіційну збірну Корсики, яка не є членом ФІФА та УЄФА і проводить лише товариські матчі.

## Досягнення
Франція (U-18)
- Чемпіон Європи (U-18): 2000

Бастія
- Фіналіст Кубка Франції: 2002